# Elizejske poljane
Elizejske poljane ali Avenue des Champs-Élysées (francoska izgovorjava [av(ə)ny de ʃɑ̃z‿elize]) je avenija v 8. pariškem okrožju, Francija, dolga 1,9 kilometra in široka 70 metrov, poteka med Place de la Concorde na vzhodu in Place Charles de Gaulle na zahodu, kjer je Slavolok zmage. Znana je po svojih gledališčih, kavarnah in luksuznih trgovinah, in je cilj kolesarske dirke Tour de France, pa tudi po letni vojaški paradi ob dnevu Bastilje. Ime je francosko za Elizejska polja, kraj mrtvih junakov v grški mitologiji. Običajno velja za »najlepšo avenijo na celem svetu«.

## Opis
Avenija poteka v dolžini 1,91 km skozi 8. okrožje v severozahodnem Parizu, od Place de la Concorde na vzhodu, z obeliskom iz Luksorja, do Place Charles de Gaulle (prej Place de l' Étoile) na zahodu, lokacija Slavoloka zmage. Elizejske poljane so del Axe historique.
Spodnji del Elizejskih poljan, od Place de la Concorde do Rond-Pointa, poteka skozi Jardin des Champs-Elysées, park, ki vsebuje Grand Palais, Petit Palais, Théâtre Marigny, poleg več restavracij, vrtov in spomenikov. Elizejska palača na Rue du Faubourg Saint-Honoré - uradna rezidenca predsednika Francoske republike - meji na park, vendar ni na sami aveniji. Elizejske poljane se končajo pri Slavoloku zmage, zgrajenem v čast zmagam Napoléona Bonaparta.
- Zgodovinska os, gledana proti zahodu s Place de la Concorde, z obeliskom v ospredju
- Elizejske poljane, pogled s Slavoloka zmage
- Pogled na ravni pešcev, gledano s sredine avenije, ki gleda proti zahodu
- Pešpot v bližini Slavoloka zmage
- Pogled na Elizejske poljane ponoči

## Zgodovina
Do vladavine Ludvika XIV. je bilo ozemlje, kjer danes potekajo Elizejske poljane, večinoma zasedeno s polji in vrtovi. Elizejske poljane in njihove vrtove je leta 1667 prvotno uredil André le Notre kot razširitev Tuilerij, vrtov  Tuilerijske palače, ki je bila zgrajena leta 1564 in ki jo je Le Nôtre leta 1664 prezidal v svojem formalnem slogu za Ludvika XIV.. Le Nôtre je načrtoval široko sprehajališče med palačo in sodobnim Rond Pointom, obdano z dvema vrstama brestov na obeh straneh in cvetličnimi gredami v simetričnem slogu francoskega formalnega vrta. Novi bulvar so poimenovali Grand Cours ali Grand Promenade. Ime Champs-Elysées je prevzelo šele leta 1709.
Leta 1710 so avenijo razširili čez Rond-Point do sodobnega Place d'Étoile. Leta 1765 je vrt v slogu Le Nôtre preuredil Abel François Poisson, markiz de Marigny, brat Madame de Pompadour in generalni direktor kraljevih stavb. Marigny je leta 1774 avenijo ponovno razširil do sodobnega Porte Maillota.
Leta 1846 je princ Louis-Napoléon Bonaparte, bodoči Napoleon III., francoski cesar, kratek čas živel v prenočiščih tik ob ulici Lord Street v Southportu. Trdi se, da je ulica navdih za Elizejske poljane. Med letoma 1854 in 1870 je Napoléon III. koordiniral obnovo francoske prestolnice. Srednjeveško središče mesta je bilo porušeno in nadomeščeno s širokimi drevoredi, pokritimi stezami in arkadami.
Do poznega 19. stoletja so Elizejske poljane postale modna avenija; drevesa na obeh straneh so dovolj zrasla, da so oblikovala pravokotne nasade (cabinets de verdure). Vrtovi meščanskih hiš plemstva, zgrajenih vzdolž Faubourg Saint-Honoré, so se naslanjali na formalne vrtove. Najveličastnejši zasebni dvorec v bližini avenije je bila Elizejska palača, zasebna rezidenca plemstva, ki je v času Tretje francoske republike postala uradna rezidenca francoskih predsednikov.
Po francoski revoluciji sta bila dva konjeniška kipa, ki sta ju leta 1745 izdelala Nicolas in Guillaume Coustou, prenesena iz nekdanje kraljeve palače v Marlyju in postavljena na začetek bulvarja in parka. Po padcu Napoleona in obnovitvi francoske monarhije je bilo treba drevesa ponovno zasaditi, saj so okupacijske vojske Rusov, Britancev in Prusov v času Stotih dni taborile v parku in drevesa uporabljale za kurjavo.
Avenija od Rond-Pointa do Étoile je bila zgrajena v času cesarstva. Elizejske poljane so postale mestna last leta 1828, dodane so bile pešpoti, fontane in kasneje plinska razsvetljava.
Leta 1834 je pod kraljem Ludvikom Filipom I. arhitekt Mariano Ruiz de Chavez dobil naročilo za preoblikovanje trga Place de la Concorde in vrtov Elizejskih poljan. Formalne vrtove in gredice je ohranil v bistvu nedotaknjene, vendar je vrt spremenil v nekakšen zabaviščni park na prostem, s kavarno na poletnem vrtu, Alcazar d'eté, dvema restavracijama, Ledoyen in restavracijo de l'Horloge; gledališče, Lacaze; panorama, zgrajena leta 1839, kjer so bile razstavljene velike zgodovinske slike, in cirque d'eté (1841), velika dvorana za popularne gledališke, glasbene in cirkuške predstave. Po parku je postavil tudi več okrasnih fontan, od katerih tri še vedno stojijo.
Glavni spomenik na bulvarju, Slavolok zmage, je naročil Napoleon po zmagi v bitki pri Austerlitzu, vendar ni bil dokončan, ko je leta 1815 padel z oblasti. Spomenik je ostal nedokončan do leta 1833–1836, ko je bil dokončal kralj Ludvik Filip.
Leta 1855 je cesar Napoleon III. izbral park na začetku avenije za prizorišče prve velike mednarodne razstave v Parizu, Exposition Universelle. V parku je bila industrijska palača, velikanska razstavna dvorana na trideset tisoč kvadratnih metrih, kjer je danes Grand Palais. Leta 1858 je po razstavi cesarjev prefekt ob Seni, Georges-Eugène Haussmann, vrtove preoblikoval iz formalnega francoskega vrta v slikovit vrt v angleškem slogu, ki temelji na majhnem mestu, imenovanem Southport, z nasadi dreves, gredicami in vijugastimi potmi. Drevesa breste, ki so bili v slabem zdravstvenem stanju, so nadomestile drevesne vrste kostanjev.
Park je ponovno služil kot razstavišče med Svetovno razstavo leta 1900; postal je dom Grand Palais in Petit Palais. Postal je tudi dom novega panoramskega gledališča, ki ga je leta 1858 zasnoval Gabriel Davioud, glavni arhitekt Napoleona III. Sodobno gledališče Marigny je zgradil Charles Garnier, arhitekt pariške Opere, leta 1883.
Skozi zgodovino je bila avenija prizorišče vojaških parad; najbolj znane so bile parade zmage nemških čet leta 1871 in ponovno leta 1940 ob proslavljanju padca Francije 14. julija 1940, tri najbolj vesele pa parade ob proslavljanju zmage zaveznikov v prvi svetovni vojni leta 1919 in parade Svobodne francoske in ameriške sile po osvoboditvi mesta, 2. francoska oklepna divizija 25. avgusta 1944 in 28. pehotna divizija ZDA 29. avgusta 1944.
- Pogled na Elizejske poljane v šestdesetih letih 19. stoletja, pogled z Rond-Pointa proti Place de la Concorde
- Kip Napoleona Bonaparta, postavljen na Elizejskih poljanah leta 1852, kmalu po kronanju Napoleona III
- Elizejske poljane leta 1890, pogled s Place de la Concorde.
- Elizejske poljane leta 1939
- Nemški vojaki korakajo mimo Slavoloka zmage po predaji Pariza 14. junija 1940
- 2. oklepna divizija svobodne Francije koraka po Elizejskih poljanah 26. avgusta 1944, da bi proslavila osvoboditev Pariza.
- Ameriške enote 28. pehotne divizije korakajo po aveniji Champs-Élysées v Parizu na paradi zmage 29. avgusta 1944.
- Predsednik Emmanuel Macron in general François Lecointre, načelnik obrambnega štaba, na pregledu enot na vojaški paradi ob dnevu Bastilje leta 2019.

## Združenje Champs-Élysées in trgovine na drobno na aveniji
Leta 1860 so se trgovci združili in ustanovili Syndicat d'Initiative et de Défense des Champs-Élysées, združenje za spodbujanje trgovine vzdolž avenije. Leta 1980 se je skupina preimenovala v Comité des Champs-Élysées in leta 2008 v Comité Champs-Élysées. Je najstarejši stalni odbor v Parizu. Odbor se je vedno posvečal iskanju javnih projektov za izboljšanje edinstvenega vzdušja ob aveniji in lobiranju pri oblasteh za podaljšanje delovnega časa in organizacijo posebnih dogodkov.
Prihod globalnih trgovinskih verig v zadnjih letih je osupljivo spremenil njihov značaj in v prvem poskusu zajezitve teh sprememb se je mesto Pariz (ki je ta trend poimenovalo »banalizacija«) leta 2007 prvotno odločilo prepovedati švedsko verigo oblačil H&M od odprtja trgovine na aveniji; kljub temu pa se je dve leti pozneje odprla velika trgovina H&M na Elizejskih poljanah 88. Leta 2008 je ameriška veriga oblačil Abercrombie & Fitch dobila dovoljenje za odprtje trgovine.

## Dogodki
Vsako leto na dan Bastilje 14. julija poteka največja vojaška parada v Evropi po Elizejskih poljanah, ki jo pregleda predsednik republike.
Vsako leto med adventom, božičnim časom in Svetimi tremi kralji odbor 'Elizejskih poljan' prispeva za praznično osvetlitev Elizejskih poljan. To se običajno zgodi od konca novembra do začetka januarja.
Od leta 1975 do 2023 se je zadnja etapa kolesarske dirke Tour de France končala na Elizejskih poljanah  Podelitev nagrad prav tako poteka neposredno na aveniji.
Leta 1995 so se v Franciji zgodili teroristični napadi alžirskih skrajnežev; en napad se je zgodil pri Slavoloku zmage na Elizejskih poljanah, v katerem je bilo ranjenih 17.
Na Elizejskih poljanah občasno potekajo srečanja ob praznovanju priljubljenih dogodkov, kot je silvestrovanje ali ko je Francija zmagala na svetovnem prvenstvu v nogometu leta 1998 in 2018. Elizejske poljane so bile občasno prizorišče velikih političnih protestnih srečanj.
20. aprila 2017 je na Elizejskih poljanah skrajnež ustrelil policista, dva druga policista pa sta bila ranjena. Vsi so sedeli v parkiranem policijskem kombiju, ko se je napadalec ustavil pred kombijem. Napadalec je poskušal ustreliti civiliste (vključno s turistom) in takoj so ga ustrelili drugi policisti na kraju samem. Do streljanja je prišlo dva dni pred prvim krogom volitev na francoskih predsedniških volitvah leta 2017.
19. junija 2017 je osumljeni terorist z avtomobilom, polnim streliva, zapeljal v policijsko vozilo na Elizejskih poljanah. Napadalec je bil nato ustreljen.
16. marca 2019 so protesti Gilets Jaunes na Elizejskih poljanah izbruhnili v nasilje. Del 10.000 protestnikov v mestu, približno 1500 ljudi, je oropal in/ali zažgal okoli 80 trgovin, restavracij, banke in časopisnih kioskov vzdolž avenije.

## Težave in prenova
Elizejske poljane se soočajo z naraščajočimi težavami z onesnaženostjo zraka zaradi ocenjenih 3000 vozil na uro, ki vozijo po njenih osmih pasovih. Je bolj onesnažena kot obvoznica Périphérique, ki obkroža mesto, z ravnijo dušikovega dioksida, ki je dvakrat višja od priporočene meje, ki jo je določila Svetovna zdravstvena organizacija. Od leta 2016 je bila avenija zaprta za motorni promet vsako prvo nedeljo v mesecu, da bi zmanjšali onesnaževanje v mestu. Članek iz leta 2019 v The Guardianu je navajal, da ima avenija »čedalje več obiskovalcev in da se znana podjetja borijo za to, da bi bila na njej, toda Francozom je videti iztrošena«. Postala je tudi predvsem turistična atrakcija, Po podatkih arhitekta Philippa Chiambarette je bilo 72 % od 100.000 pešcev, ki so vsak dan obiskali Elizejske poljane v letu 2019, turistov, nadaljnjih 22 % pa tam dela.
V začetku leta 2021 je pariška županja Anne Hidalgo napovedala, da bo mesto spremenilo Elizejske poljane v »izjemen vrt«, ki bo zmanjšal prostor za avtomobilski promet za polovico, dodal več prostora za pešce in ustvaril »tunele dreves« za izboljšano kakovost zraka. Pešpot bo povezovala več kot 200 hektarjev zelenih površin, ki se raztezajo med Slavolokom zmage, Place de la Concorde in Tuilerijami. Mesto namerava sprejeti načrte, ki jih je oblikoval odbor Champs-Elysées, ki se od leta 2018 zavzema za preoblikovanje avenije in je izvedel javno posvetovanje o tem, kaj naj preoblikovanje vključuje. Načrti naj bi avenijo naredili bolj »ekološko, zaželeno in vključujočo« in bodo stali približno 250 milijonov evrov. Vključevalo bo tudi preoblikovanje Place de la Concorde. Delo se ne bo resno začelo pred poletnimi olimpijskimi igrami leta 2024 v Parizu, a cilj je dokončati projekt do leta 2030.